# Bayonetta
Bayonetta (ベヨネッタ, Beyonetta) és un videojoc d'acció desenvolupat per Platinum Games i publicat per Sega per a les videoconsoles de sobretaula PlayStation 3 i Xbox 360. Creat per Hideki Kamiya, també autor de Devil May Cry i Okami, Bayonetta s'estrenà al Japó el 29 d'octubre de 2009, mentre que les versions nord-americana i europea se van llançar el 5 i 8 de gener de 2010, respectivament. Va rebre una seqüela per a Wii U anomenada Bayonetta 2, i un anime anomenat Bayonetta: Bloody Fate, estrenat al Japó el novembre de 2013.